# La màscara negra
La màscara negra (títol original: Hak hap) és una pel·lícula de Hong Kong dirigida per Daniel Lee, produïda per Tsui Hark i estrenada l'any 1996. Ha estat doblada al català.

## Argument
Bibliotecària de dia, màscara negra de nit. Després d'haver format part d'una esquadra d'elit de l'exèrcit, el 701, Tsui s'ha escapolit just abans de la supressió del grup. Aquests súpers soldats han estat modificats per no sentir el dolor i esdevenir verdaderes màquines de matar. Alguns anys més tard, alguns membres del 701 reapareixen i decideixen d'abassegar el mercat criminal de Hong Kong. Sol Tsui pot oposar-s'hi.

## Repartiment
- Jet Li: Tsui Chik / Black Mask
- Lau Ching-wan: Inspector 'Rock' Shek
- Karen Mok: Tracy Lee
- Françoise Yip: Yuek-Lan
- Kong Lung: comandant Hung
- Anthony Wong: King Kau
- Xiong Xin-xin: Jimmy Jimmy
- Ellis Winston: Membre de la unitat 701
- Mike Lambert: Membre de la unitat 701
- Moses Chan: Membre de la unitat 701
- Russ Price: Rocket
- Chung King-fai: Comissari de policia

## Premis i nominacions
- Nominació al premi de les millors coreografies (Yuen Woo-ping), millor direcció artística (Eddie Ma i Bill Lui) i millor vestuari i maquillatge (William Fung i Mabel Kwan), en els premis Hong Kong Film 1997.

## Al voltant de la pel·lícula
- Destacar que Karen Mok, que interpreta el personatge de Tracy al film canta igualment la cançó de final 比夜更黑 (Més negre que la nit).
- Existeix diverses versions del film, als Estats Units la versió del llargmetratge ha estat fortament retocada, amb escenes tallades i una banda sonora totalment refeta substituint l'original per hip-hop. A Hong Kong existeixen dues versions, una versió censurada menys violenta i una altra, de no censurada. La versió Taiwanesa té aproximadament 100 segons més.